# جون س. كامبل
جون س. كامبل (بالإنجليزية: John C. Campbell)‏ هو عامل أمريكي في التراث الشعبي، ولد في 14 سبتمبر 1867 في إنديانا في الولايات المتحدة، وتوفي في 1919 في Brasstown, North Carolina ‏ في الولايات المتحدة.